# オルタナジャパン
オルタナジャパン株式会社（英訳名：oltana Japan., Inc.）は、東京都に本社を置く日本のブランドコンサルティング会社。

## 概要
オルタナジャパンは、レッドブル・ジャパンでマーケティングディレクターを務めていた諌見祐子と、シュウウエムラに師事後クリエイティブディレクターとして活動していた町田勇気により2012年に設立。